# Rhodospirillaceae
Rhodospirillaceae (лат.) — семейство бактерий из типа протеобактерий. Большинство из них — пурпурные несерные бактерии, получающие энергию путём фотосинтеза; изначально всех пурпурных несерных бактерий включали в это семейство.
Обычно этих бактерий обнаруживают в анаэробных водных местообитаниях, таких как грязь и стоячая вода, хотя они способны выживать и в обычных атмосферных условиях.
В семейство также входит род Magnetospirillum, представители которого содержат крошечные цепочки магнетита. Это позволяет им ориентироваться относительно магнитного поля Земли и опускаться на дно водоёма, где понижена концентрация кислорода (магнитотаксис). Схожие цепочки магнетита были найдены в марсианских метеоритах, что вполне можно счесть доказательством существования там жизни.